# Ranoidea nyakalensis
Ranoidea nyakalensis (tên tiếng Anh: 'Mountain Mistfrog hoặc Nyakala Frog) là một loài ếch thuộc họ Pelodryadidae. Chúng là loài đặc hữu của Úc.
Các môi trường sống tự nhiên của chúng là các khu rừng ẩm ướt đất thấp nhiệt đới hoặc cận nhiệt đới và sông. Loài này đang bị đe dọa do mất môi trường sống.

## Tình trạng bảo tồn
Theo Sách đỏ chúng được xếp loại cực kỳ nguy cấp, và nguy cấp theo Đạo luật bảo tồn thiên nhiên 1992 của Queensland.